# Vera Toma Agbe-Ere
Vera Toma Agbe-Ere, née en 1985, est une nageuse handisport nigériane.

## Carrière
Aux Jeux africains de 2011 à Nairobi, Vera Toma Agbe-Ere obtient la médaille de bronze sur 200 mètres quatre nages S6-S10. Elle est aussi quatrième de la finale du 100 mètres nage libre S6-S10,.